# Alone (Modern Talking)
Alone var den första officiella albumet med Modern Talking sedan 1987 och den andra efter deras comeback. Den släpptes 1999 av Hansa Records och BMG världen över. Många låtar blev framgångsrika: "You're Not Alone", "Sexy Sexy Lover", "Rouge Et Noir", "Can't Get Enough", "Taxi Girl", "For Always and Ever".

## Låtar[1]
| Nr  | Titel                            | Längd |
| --- | -------------------------------- | ----- |
| 1.  | "You Are Not Alone"              | 3:41  |
| 2.  | "Sexy, Sexy Lover"               | 3:33  |
| 3.  | "I Can't Give You More"          | 3:41  |
| 4.  | "Just Close Your Eyes"           | 4:17  |
| 5.  | "Don't Let me Go"                | 3:20  |
| 6.  | "I'm So Much In Love"            | 3:53  |
| 7.  | "Rouge Et Noir"                  | 3:14  |
| 8.  | "All I Have"                     | 4:20  |
| 9.  | "Can't Get Enough"               | 3:35  |
| 10. | "Love Is Like A Rainbow"         | 3:58  |
| 11. | "How You Mend A Broken Heart"    | 4:14  |
| 12. | "It Hurts So Good"               | 3:22  |
| 13. | "I'll Never Give You Up"         | 3:26  |
| 14. | "Don't Let Me Down"              | 3:57  |
| 15. | "Taxi Girl"                      | 3:09  |
| 16. | "For Always And Ever"            | 3:22  |
| 17. | "Space Mix Feat. Eric Singleton" | 17:14 |